# МКС-30
МКС-30 — тридцатая долговременная экспедиция Международной космической станции. Работа экспедиции началась 21 ноября 2011 года, 23:00 UTC в момент отстыковки от станции космического корабля «Союз ТМА-02М». Первоначально в состав экспедиции вошли три члена экипажа космического корабля «Союз ТМА-22», ранее работавшие в составе экспедиции МКС-29. 23 декабря 2011 года, 15:19 UTC экспедиция пополнилась тремя членами экипажа космического корабля «Союз ТМА-03М». Экспедиция МКС-30 была завершена 27 апреля 2012 года, 8:18 UTC в момент отстыковки от станции корабля «Союз ТМА-22».

## Экипаж
| Должность     | 21 ноября — 23 декабря 2011        | 23 декабря 2011 — 27 апреля 2012   | № полёта | Корабль доставки |
| ------------- | ---------------------------------- | ---------------------------------- | -------- | ---------------- |
| Командир      | Бёрбэнк, Дэниел Кристофер, НАСА    | Бёрбэнк, Дэниел Кристофер, НАСА    | 3        | «Союз ТМА-22»    |
| Бортинженер 1 | Шкаплеров, Антон Николаевич, РКА   | Шкаплеров, Антон Николаевич, РКА   | 1        | «Союз ТМА-22»    |
| Бортинженер 2 | Иванишин, Анатолий Алексеевич, РКА | Иванишин, Анатолий Алексеевич, РКА | 1        | «Союз ТМА-22»    |
| Бортинженер 3 |                                    | Кононенко, Олег Дмитриевич, РКА    | 2        | «Союз ТМА-03М»   |
| Бортинженер 4 |                                    | Кёйперс, Андре, ЕКА                | 2        | «Союз ТМА-03М»   |
| Бортинженер 5 |                                    | Петтит, Доналд Рой, НАСА           | 3        | «Союз ТМА-03М»   |

ИсточникНАСА

## Хронология

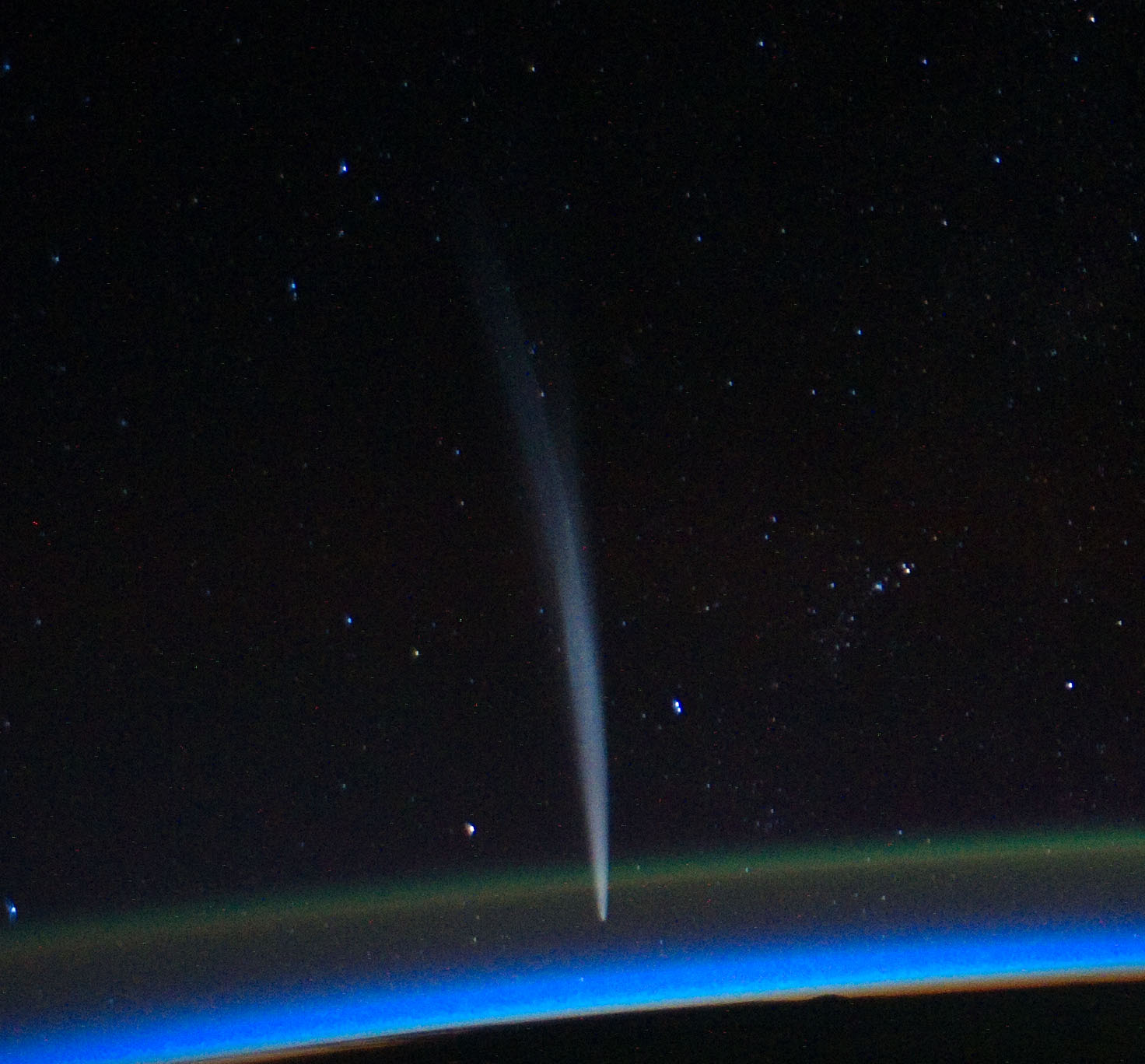
Комета C/2011 W3 (Лавджоя) с борта МКС. 21 декабря 2011 года.

Работа экспедиции началась с отбытия 21 ноября 2011 года экипажа МКС-28/29 на борту корабля «Союз ТМА-02М». Почти пять с половиной недель МКС-30 состоял из трёх человек, до прихода «Союз ТМА-03М» 23 декабря 2011 года с оставшимися членами экипажа.
21 декабря командир экспедиции Дэн Бёрбэнк проводил наблюдения за прохождением кометы C/2011 W3 (Лавджоя). Комета пролетела через солнечную корону, в 120000 км над поверхностью, и появилась вновь, что означало её больший диаметр — примерно 500 м.
В начале января 2012 года, выяснилось, что запуск космического корабля «Союз ТМА-04М», который должен был доставить следующий экипаж к Международной космической станции откладывается, так как спускаемый аппарат корабля не прошёл испытаний на герметичность в барокамере. Окончание работы экспедиции МКС-30 тем самым сдвинулось на один месяц.
23 января 2012 года была произведена расстыковка российского транспортного грузового комического корабля «Прогресс М-13М» от СО1 «Пирс». 25 января 2012 года транспортный корабль был сведен с орбиты и затоплен в Тихом океане.

## Ход экспедиции

### Выход в открытый космос
16 февраля 2012 года российские космонавты  Антон Шкаплеров и  Олег Кононенко вышли в открытый космос из модуля «Пирс» для выполнения плановых работ, в которые входили перенос грузовой стрелы со стыковочного отсека «Пирс» на модуль «Поиск» и два эксперимента. Космонавты закрепили на модуле «Поиск» блок экспозиционных образцов по эксперименту «Выносливость» и в рамках космического эксперимента «Тест» взяли пробы с поверхности рабочего отсека служебного модуля «Звезда». Длительность выхода в открытый космос составила 6 часов 15 минут.

### Принятые грузовые корабли
- «Прогресс М-14М», запуск 25 января 2012 года, стыковка к СО1 «Пирс» 28 января 2012 года. Корабль доставил на МКС более 2600 кг различных грузов, экипаж занимался обслуживанием операций по стыковке и частичной разгрузкой корабля[1][11]. Расстыковка 19 апреля 2012 года.
- ATV-3 «Эдоардо Амальди», запуск 23 марта 2012 года, стыковка к кормовому узлу модуля «Звезда» 28 марта 2012.
- «Прогресс М-15М», запуск 20 апреля 2012 года, стыковка к СО1 «Пирс» 22 апреля 2012 года.

### Отстыкованные грузовые корабли
- «Прогресс М-13М», отстыковка от модуля «Пирс» 23 января 2012 года, вход в плотные слои атмосферы 25 января 2012 года.